# EHF Champions League (herrar)
EHF Champions League är en europeisk handbollsturnering, arrangerad av EHF. Namnet antogs inför säsongen 1993/1994, tidigare hette den Europacupen (engelska: European Champions Cup) och arrangerades av IHF.
Formatet, som har modifierats genom åren, består sedan säsongen 1993/1994 av gruppspel och slutspel. I slutspelet möts lagen hemma och borta.
Från och med säsongen 2009/2010 avgörs semifinalerna och finalen i en så kallad "Final Four", enkelmöten under en och samma helg, i Lanxess Arena i Köln.

## Herrfinaler
Europacupen (arrangerad av IHF)
EHF Champions League
Det svenska lag som nått längst i EHF Champions League är Redbergslids IK som nådde kvartsfinal säsongen 2001/2002 där det blev förlust mot danska Kolding IF i två matcher med totalt 60-58 (31-30, 27-30). Bästa nordiska lag är Aalborg Håndbold som tog silvermedalj säsongen 2020/2021 och 2023/2024. 

## Skyttekungar i EHF Champions League
| Säsong    | Nationalitet                   | Spelare                             | Lag                      | Mål |
| --------- | ------------------------------ | ----------------------------------- | ------------------------ | --- |
| 1993/1994 | Slovenien                      | Uroš Šerbec                         | RK Celje                 | 76  |
| 1994/1995 | Förbundsrepubliken Jugoslavien | Nenad Peruničić                     | Elgorriaga Bidasoa       | 82  |
| 1995/1996 | Portugal                       | Carlos Resende                      | ABC Braga                | 80  |
| 1996/1997 | Portugal                       | Carlos Resende (2)                  | ABC Braga                | 82  |
| 1997/1998 | Ungern                         | József Éles                         | Veszprém KC              | 84  |
| 1998/1999 | Kroatien                       | Zlatko Saračević                    | RK Zagreb                | 90  |
| 1999/2000 | Kroatien                       | Zlatko Saračević (2)                | RK Zagreb                | 92  |
| 2000/2001 | Ukraina                        | Jurij Kostetskij                    | ABC Braga                | 81  |
| 2001/2002 | Förbundsrepubliken Jugoslavien | Nenad Peruničić (2)                 | SC Magdeburg             | 122 |
| 2002/2003 | Kroatien                       | Mirza Džomba                        | Veszprém KC              | 67  |
| 2003/2004 | Slovenien                      | Sjarhej Rutenka                     | RK Celje                 | 103 |
| 2004/2005 | Slovenien                      | Sjarhej Rutenka (2)                 | RK Celje                 | 85  |
| 2005/2006 | Nordmakedonien                 | Kiril Lazarov                       | Veszprém KC              | 85  |
| 2006/2007 | Frankrike                      | Nikola Karabatić                    | THW Kiel                 | 89  |
| 2007/2008 | Nordmakedonien · Island        | Kiril Lazarov (2) Ólafur Stefánsson | RK Zagreb BM Ciudad Real | 96  |
| 2008/2009 | Tjeckien                       | Filip Jícha                         | THW Kiel                 | 99  |
| 2009/2010 | Tjeckien                       | Filip Jícha (2)                     | THW Kiel                 | 119 |
| 2010/2011 | Tyskland                       | Uwe Gensheimer                      | Rhein-Neckar Löwen       | 118 |
| 2011/2012 | Danmark                        | Mikkel Hansen                       | AG København             | 98  |
| 2012/2013 | Danmark                        | Hans Lindberg                       | HSV Hamburg              | 101 |
| 2013/2014 | Serbien                        | Momir Ilić                          | Veszprém KC              | 103 |
| 2014/2015 | Serbien                        | Momir Ilić (2)                      | Veszprém KC              | 114 |
| 2015/2016 | Danmark                        | Mikkel Hansen (2)                   | Paris Saint-Germain HB   | 141 |
| 2016/2017 | Tyskland                       | Uwe Gensheimer (2)                  | Paris Saint-Germain HB   | 115 |
| 2017/2018 | Tyskland                       | Uwe Gensheimer (3)                  | Paris Saint-Germain HB   | 92  |
| 2018/2019 | Spanien                        | Alex Dujshebaev                     | PGE Vive Kielce          | 99  |
| 2019/2020 | Sverige                        | Niclas Ekberg                       | THW Kiel                 | 85  |
| 2020/2021 | Spanien                        | Valero Rivera Folch                 | HBC Nantes               | 95  |
| 2021/2022 | Spanien                        | Aleix Gómez                         | FC Barcelona             | 104 |
| 2022/2023 | Danmark                        | Emil Madsen                         | GOG Håndbold             | 107 |
| 2023/2024 | Polen                          | Kamil Syprzak                       | Paris Saint-Germain HB   | 112 |
| 2024/2025 | Danmark                        | Mathias Gidsel                      | Füchse Berlin            | 135 |